# Luxemburgia leitonii
Luxemburgia leitonii är en tvåhjärtbladig växtart som beskrevs av Fabiola Feres. Luxemburgia leitonii ingår i släktet Luxemburgia och familjen Ochnaceae. Inga underarter finns listade i Catalogue of Life.